# Dipartimento di Paysandú
Il dipartimento di Paysandú è uno dei 19 dipartimenti dell'Uruguay.

## Centri principali
| Città             | Popolazione (censimento 1996) |
| ----------------- | ----------------------------- |
| Gallinal          | 3 957                         |
| Guichón           | 4 826                         |
| Nuevo Paysandú    | 6 183                         |
| Paysandú          | 84 162                        |
| Piedras Coloradas | 1 104                         |
| Quebracho         | 2 337                         |
| San Félix         | 1 072                         |